# Тању Кирјаков
Тању Кирјаков (Русе, 2. март 1963), је бугарски спортиста која се такмичи у стрељаштву. Шест пута учествовао је на олимпијским играма и освојио три медаље. Прву златну освојио је у Сеулу 1988. у ваздушном пиштољу. Како је ова дисиплина први пут уведена на овим играма, први је олимпијски шампион у ваздушном пиштољу. Злато је освојио у Сиднеју 2000. малокалибарским пиштољем, а бронзу има и из Атлатне вадзушним пиштољем. Кирјаков је за шест олимпијских учешћа остварио десет од дванаест финала.